# William Camenzuli
William Camenzuli (* 11. Februar 1979 in Gżira) ist ein ehemaliger maltesischer Fußballspieler.
Camenzuli spielte zu Beginn seiner Karriere in der Maltese Premier League beim Floriana FC. Im Sommer 2000 wechselte er zum FC Birkirkara, wo er seinen bisher größtes Erfolg die Meisterschaft der Maltese Premier League feierte. Im Sommer 2007 wechselte er zum FC Marsaxlokk. Im September 2009 wurde der Klub in die zweite Liga strafversetzt. Mitte 2010 wechselte er zum FC Mosta, wo er seine Laufbahn beendete. Für die Nationalmannschaft Malta bestritt er zwischen 2001 und 2006 insgesamt 14 Länderspiele.

## Erfolge
FC Birkirkara
- 2005/06 Meister Maltese Premier League